# 佐藤美千代
佐藤 美千代（さとう よしちよ、1880年（明治13年）1月15日 - 1944年（昭和19年）6月13日）は、大日本帝国陸軍軍人。最終階級は陸軍少将。

## 経歴・人物
福島県出身。1902年（明治35年）陸軍士官学校第14期卒業。
1924年（大正13年）3月に陸軍輜重兵大佐、1927年（昭和2年）7月に輜重兵第8大隊長、1929年（昭和4年）8月に輜重兵第1大隊長を経て、1932年（昭和7年）8月8日に陸軍少将に進級と同時に待命、同月30日に予備役に編入した。